# Rue des Ménétriers
La rue des Ménétriers est une ancienne voie de Paris, située dans l'ancien 7e arrondissement, et qui a été absorbée en 1840 par la rue Rambuteau.

## Origine du nom
La rue doit son nom aux ménétriers dont la corporation possédait un hôpital et une église Saint-Julien-des-Ménétriers à proximité.

## Situation
Située dans l'ancien 7e arrondissement, quartier Sainte-Avoye, cette voie commençait aux 27-29, rue Beaubourg et se terminait aux 78-80, rue Saint-Martin.
Les numéros de la rue étaient rouges. Le dernier numéro impair était le no 25 et le dernier numéro pair était le no 26.

## Historique
En 1225, la voie était nommée « vicus Viellatorum », c'est-à-dire « rue aux Joueurs de Violons » et « vicus des Jugleours » ou « rue des Jongleurs ».
Elle est citée dans Le Dit des rues de Paris de Guillot de Paris sous le nom de « rue à Jougleeurs ».
Au XIIIe siècle, on la trouve avec les noms « vicus Joculatorum », en 1300, « rue des Jugleurs » puis, au début du XVe siècle, « rue des Menestrels » et, depuis 1482, « rue des Mesnestriers ».
Elle est citée sous le nom de « rue des Menestriers » dans un manuscrit de 1636.
Une décision ministérielle du 2 messidor an VIII (21 juin 1800) signée L. Bonaparte, fixe la largeur de cette voie publique à 8 mètres. Cette largeur est portée à 10 mètres, en vertu d'une ordonnance royale du 20 mars 1828.
En 1840, la rue des Ménétriers est élargie et absorbée par la rue Rambuteau.

## Bâtiments remarquables et lieux de mémoire
- L'abbaye de Montmartre possédait dans cette rue deux maisons qui dépendaient de son fief du Fort-aux-Dames dont l'auditoire et la prison était situé dans le cul-de-sac du Fort-aux-Dames rue de la Heaumerie[4].